# America (группа)
America — британско-американская фолк-рок-группа, основанная в Лондоне в 1970 году сыновьями расквартированных в Англии военнослужащих ВВС США. Мультиинструменталисты-вокалисты Джерри Бекли (англ. Gerry Beckley, 12 сентября 1952), Дьюи Баннелл (англ. Dewey Bunnell, 19 января 1952), Дэн Пик (англ. Dan Peek, 1 ноября 1950 — 24 июля 2011) познакомились в конце 60-х годов в Центральной высшей школе Уотфорда, где они учились и играли в местной группе Daze. После окончания учёбы было образовано трио America и через год выпущен одноимённый альбом, попавший на первое место в американском хит-параде. Такой же успех повторил и дебютный сингл «A Horse with No Name» в 1972 году. В 1973 году группа получила награду Грэмми, как лучший новый артист 1972 года. В 1974 году с группой начал работать Джордж Мартин, который стал продюсером пяти альбомов трио. В 1977 году трио покинул Дэн Пик, который занялся сольной карьерой, хотя иногда и присоединялся к группе на некоторые концертные выступления.

## Участники группы
Текущий состав
- Джерри Бекли – ведущий вокал, бэк-вокал, клавишные, гитары, бас, гармоника (с 1970 по настоящее время)
- Дбюи Баннелл – ведущий вокал, бэк-вокал, гитары, перкуссия (с 1970 по настоящее время)

Бывшие участники
- Дэн Пик – ведущий вокал, бэк-вокал, гитары, бас, клавишные (1970–1977, умер в 2011)

Концертные участники
- Ричард Кэмпбелл – бас, вокал (с 2003 по настоящее время)
- Райлэнд Стин – ударные, перкуссия, бэк-вокал (с 2014 по настоящее время)
- Стив Фекит – гитары, клавишные, бэк-вокал (с 2018 по настоящее время)

## Дискография

### Студийные альбомы
- America — 1971 (UK #14, US #1)
- Homecoming — 1972 (UK #21, US #9)
- Hat Trick — 1973 (UK #41, US #28)
- Holiday — 1974 (US #3)
- Hearts — 1975 (US #4)
- Hideaway — 1976 (US #11)
- Harbor — 1977 (US #21)
- Silent Letter — 1979 (US #110)
- Alibi — 1980 (US #142)
- View from the Ground — 1982 (US #41)
- The Last Unicorn (Original Soundtrack) — 1982
- Your Move — 1983 (US #81)
- Perspective — 1984 (US #185)
- Hourglass — 1994
- Human Nature — 1998
- Holiday Harmony — 2002
- Here & Now — 2007 (US #52)
- Back Pages — 2011
- Lost & Found — 2015

### Концертные альбомы
- Live — 1973 (US #129)
- In Concert — 1985
- In Concert (King Biscuit) — 1995
- America Live — 2000
- The Grand Cayman Concert — 2002
- Struttin' Our Stuff — 2004
- Live in Concert: Wildwood Springs — 2008
- America & Friends — Live in Concert — 2009
- Ventura Highway: Live — 2012 (2 LP)
- Sigma Sound Studio 1972 — 2015

### Dan Peek — сольные альбомы
- All Things Are Possible — 1978
- Doer Of The Word — 1984
- Electro Voice — 1986
- Cross Over — 1987
- Driftin' & Tales From The Lost Island — 2001[3]